# The New Testament in the Original Greek
The New Testament in the Original Greek ist eine Textausgabe des Neuen Testaments auf Griechisch, die 1881 veröffentlicht wurde. Der Text ist nach seinen Herausgebern Brooke Foss Westcott (1825–1901) und Fenton John Anthony Hort (1828–1892) als Westcott und Hort bekannt.
Es handelt sich um eine textkritische Ausgabe, die aus den ältesten Fragmenten des Neuen Testaments und den bis dahin entdeckten Texten zusammengestellt wurde. Die ersten Anfänge der Ausgabe liegen im Jahr 1853, als sich die zu jener Zeit existierenden Textausgaben von Karl Lachmann und Konstantin von Tischendorf für Westcott und Hort als unzureichend herausstellten, um eine klare Vorstellung über die Lesarten und den richtigen Bibeltext zu finden. Sie kamen überein, vollständig unabhängig zu arbeiten und nur die vorläufigen Ergebnisse zu vergleichen. Wo sie beide zum gleichen Schluss kamen, wurde der Text übernommen, wo sie bleibende Differenzen hatten, kamen die anderen Lesarten als „alternative readings“ in den Apparat. Beide waren Mitglieder im Komitee zur Revision der King-James-Bibel zur Herausgabe der Revised Version von 1881. Die Rohfassungen des so gewonnenen Textes wurden schon vor dem Druck in den Arbeitsgruppen intensiv diskutiert und abgestimmt, und so wurde dieser Text die hauptsächliche, aber nicht alleinige Grundlage für das Neue Testament der Revised Version.
Die Herausgeber favorisierten meistens den Text des Codex Sinaiticus und den Text des Codex Vaticanus, sie wichen daher an vielen Stellen von den bisherigen Textausgaben ab, die in vielen Fällen noch auf dem zu jener Zeit schon sehr veralteten Textus receptus basierten. Besonders stark und bis heute debattiert werden die sogenannten Western non-interpolations. Wenn der Codex Bezae mit der alten syrischen und der alten lateinischen Übersetzung übereinstimmt, meinten sie, dass man den ursprünglichen Text gefunden hat (vor allem gelte dies dann, wenn er kürzer sei als die sonstige Überlieferung). Insgesamt wurden viele Lesarten des sogenannten westlichen Textes zu Recht als nicht ursprünglich ausgeschieden und die Textgestalt wesentlich modernisiert.
Zu ihren Motiven führen Westcott und Hort aus: „Wir sind der Auffassung, dass es unter den zahlreichen zweifellos falschen Lesarten des Neuen Testaments keine Anzeichen für eine absichtliche Verfälschung des Textes mit dogmatischen Zielen gibt.“ Viele der textgeschichtlichen Annahmen von Westcott und Hort wurden später revidiert, aber die meisten textkritischen Entscheidungen haben sich trotzdem bestätigt.
Die Ausgabe bildete die Textgrundlage für zahlreiche neuere Bibelübersetzungen und Revisionen zu Beginn des 20. Jahrhunderts und ist für einige heutige Bibelausgaben immer noch die Grundlage. In ihrem wissenschaftlichen Stellenwert wurde die Ausgabe von Westcott und Hort abgelöst von den Ausgaben des Nestle-Aland und des Greek New Testament der United Bible Societies.